# Saison 3 de Bonne chance Charlie
Chronologie
Saison 2 Saison 4
Cet article recense les épisodes de la troisième saison de la série télévisée américaine Bonne chance Charlie (Good Luck, Charlie!).
Le 29 août 2011, Disney Channel a commandé une troisième saison, diffusée à partir du 6 mai 2012 aux États-Unis.

## Épisodes

### Épisode 1:Nouveau bébé, nouvelle maison
- États-Unis : 6 mai 2012
- France : 18 septembre 2012
- Québec : 26 août 2013

- États-Unis : 4,0 millions de téléspectateurs[3] (première diffusion)

### Épisode 2:Teddy porte malheur
- États-Unis : 6 mai 2012
- France : 3 octobre 2012
- Québec : 2 septembre 2013

- États-Unis : 4,3 millions de téléspectateurs[3] (première diffusion)

### Épisode 3:La Fête prénatale
- États-Unis : 13 mai 2012
- France : 10 octobre 2012
- Québec : 9 septembre 2013

- États-Unis : 3,0 millions de téléspectateurs[4] (première diffusion)

### Épisode 4:Fille ou Garçon?
- États-Unis : 13 mai 2012
- France : 17 octobre 2012
- Québec : 16 septembre 2013

- États-Unis : 3,6 millions de téléspectateurs[4] (première diffusion)

### Épisode 5:La Chasse au serpent
- États-Unis : 20 mai 2012
- France : 24 octobre 2012
- Québec : 23 septembre 2013

- États-Unis : 2,5 millions de téléspectateurs[5] (première diffusion)

### Épisode 6:Le Prénom du bébé
- États-Unis : 15 juin 2012
- France : 7 novembre 2012
- Québec : 30 septembre 2013

- États-Unis : 3,6 millions de téléspectateurs[6] (première diffusion)

### Épisode 7:Bébé arrive
- États-Unis : 24 juin 2012
- France : 14 novembre 2012
- Québec : 7 et 14 octobre 2013

- États-Unis : 7,477 millions de téléspectateurs[7]

- Le nouveau bébé est un garçon nommé Toby. Ce nom a reçu près de 26 millions de voix dans le monde entier. L'anniversaire de Charlie et Toby est le même jour. La nouvelle voiture dans cet épisode est un Chevrolet Suburban.
- Cet épisode d'une heure a été diffusée en deux parties dans les pays francophones.

### Épisode 8:Bienvenue bébé
- États-Unis : 1er juillet 2012
- France : 21 novembre 2012
- Québec : 21 octobre 2013

- États-Unis : 4,0 millions de téléspectateurs[8] (première diffusion)

### Épisode 9:Les Premières Vacances de bébé
- États-Unis : 15 juillet 2012
- France : 28 novembre 2012
- Québec : 28 octobre 2013

- États-Unis : 3,6 millions de téléspectateurs[9] (première diffusion)

### Épisode 10:Les Miss météo de Harry
- États-Unis : 29 juillet 2012
- France : 5 décembre 2012
- Québec : 4 novembre 2013

- États-Unis : 3,0 millions de téléspectateurs[10] (première diffusion)

### Épisode 11:Panique dans les escaliers
- États-Unis : 12 août 2012
- France : 19 décembre 2012
- Québec : 11 novembre 2013

- États-Unis : 3,7 millions de téléspectateurs[11] (première diffusion)

### Épisode 12:Le Projet de science
- États-Unis : 26 août 2012
- France : 26 décembre 2012
- Québec : 18 novembre 2013[12]

- États-Unis : 3,6 millions de téléspectateurs[13] (première diffusion)

### Épisode 13:Le Concours «Chantons unis»
- États-Unis : 16 septembre 2012
- France : 2 janvier 2013
- Québec :

- États-Unis : 3,7 millions de téléspectateurs[14] (première diffusion)

### Épisode 14:Capitaine Maman
- États-Unis : 23 septembre 2012
- France : 15 janvier 2013

- États-Unis : 3,6 millions de téléspectateurs[15] (première diffusion)

- CoCo Jones

### Épisode 15:Le Premier Halloween de Toby
- États-Unis : 7 octobre 2012
- France : 22 janvier 2013

- États-Unis : 4,2 millions de téléspectateurs[16] (première diffusion)

### Épisode 16:Bob et les Femmes
- États-Unis : 14 octobre 2012
- France : 27 janvier 2013

- États-Unis : 3,7 millions de téléspectateurs[17] (première diffusion)

### Épisode 17:La Nouvelle Infirmière
- États-Unis : 28 octobre 2012
- France : 5 février 2013

- États-Unis : 3,5 millions de téléspectateurs[18] (première diffusion)

### Épisode 18:La Femme qui murmurait à l'oreille de Charlie
- États-Unis : 4 novembre 2012
- France : 9 février 2013

- États-Unis : 3,3 millions de téléspectateurs[19] (première diffusion)

### Épisode 19:Révisions de choc
- États-Unis : 11 novembre 2012
- France : 9 février 2013

- États-Unis : 2,7 millions de téléspectateurs[20] (première diffusion)

### Épisode 20:Le Premier Noël de Toby
- États-Unis : 2 décembre 2012
- France : 12 décembre 2012

- États-Unis : 4,2 millions de téléspectateurs[21] (première diffusion)

### Épisode 21:Rien ne va plus!
- États-Unis : 20 janvier 2013
- France : 9 février 2013

- États-Unis : 4,245 millions de téléspectateurs[22]